# Riu Saltoro
El riu Saltoro és un afluent del riu Shyok, a la regió de Siachen. La seva font principal és la glacera Bilafond, a les muntanyes Saltoro. Abans de desembocar al Shyok, el Saltoro desguassa les seves aigües al riu Hushe, al poble de Haldi. Té una longitud de 20 km.